# ベドルジフ・ディヴィシュ・ヴェベル
ベドルジフ・ディヴィシュ・ヴェベル（Bedřich Diviš Weber, 1766年10月9日 - 1842年12月25日）は、ボヘミアの作曲家、音楽学者。ドイツ語名であるフリードリヒ・ディオニス（またはディオニシウス）・ヴェーバー（Friedrich Dionys [Dionysius] Weber）という名前でも知られる。ヴェベルはプラハ音楽院創設に当たっては主導的役割を果たし、同院の学長を務めたことでよく記憶されている。

## 生涯
ヴェベルはカルロヴィ・ヴァリに程近いVelichovに生まれた。彼はプラハで哲学と法学を学んでいたが、本格的に音楽に関心を向けるようになってからはゲオルク・ヨーゼフ・フォーグラーの下で研鑽を積んだ。彼はプラハでモーツァルトに出会ってからモーツァルトの音楽に心酔するようになり、ヴェベル自身の作品にもその時期に深く根差した影響が現れている。彼はベートーヴェンやウェーバー（親戚ではない）の作品には敵対する立場をとったが、ワーグナーの楽曲には熱狂していた。1832年、ヴェベルはプラハ音楽院の学生演奏会においてワーグナーの「交響曲 ハ長調」の初演を指揮している。
音楽院とプラハ・オルガン学校の両校の学長として、ヴェベルはプラハにおける高等音楽教育を効果的に取り仕切っており、当時のプラハの音楽界において最も影響力のある人物であったということができる。また、彼が著した音楽理論に関する数冊の教科書は当時重要視されていた。1813年から1816年にかけてプラハ国立歌劇場管弦楽団の指揮者を務めていたウェーバーは、ヴェベルが音楽院で作曲した作品を判じてプラハの音楽界を前向きに評価した。
ヴェベルは保守的な態度を取っていたものの新しい楽器の可能性を探究することを好み、例えば「新たに発明されたビューグルのための変奏曲 Variationen für das neu erfundene Klappenhorn」を作曲している。彼は金管楽器に優れた作曲能力を有しており、特に新たな発展には特別の関心を持っていた。彼自身も半音階が演奏可能なホルンの開発に携わっている。
ヴェベルの現存する作品でおそらく最も有名なのはカンタータ「Bohmens Erretung」である。彼は1800年にはオペラ「König der Genien」を作曲しており、バルブ付きの金管楽器、特にホルンに関わった経験を基に「トランペットと管弦楽のための変奏曲」を書いている。
1823年から1824年にかけて、ヴェベルは他の50人の作曲家らとともにアントン・ディアベリの「ディアベリのワルツによる変奏曲集」に参加した。
ヴェベルの弟子のひとりであるヨーゼフ・カイル（Joseph Kail）はバルブ付きホルンをウィーンへと持ち込み、2つのピストンを備えたウィンナ・ホルンを開発した。1828年、Chulmという人物がカイルの発明したおそらくバルブ付きの半音階トランペットを用いて「トランペットと管弦楽のための変奏曲」を演奏したという記録が残っており、これによってこの曲は同類の作品の中でも現存する最初の楽曲となったのである。
1842年、ヴェベルはプラハで生涯を閉じた。

## 主要作品

### 音楽作品
- カンタータ「Böhmens Errettung」 （1797年）
- 混声合唱とピアノのための「Hymne an den Frieden」 （1798年）
- 6つのホルンのための3つの六重奏曲
- 4つのホルンのための3つの四重奏曲 ヘ長調
- トランペットと管弦楽のための変奏曲 変ホ長調

### 著作
- コンスタンツェ・モーツァルト、旧姓ヴェーバー、の伝記（真偽不明）
- プラハ音楽院、1817年、プラハ
- 音楽の理論と実践の一般予科 Allgemeine theoretisch-praktische Vorschule der Musik、1828年、プラハ
- 和声と通奏低音の理論と実践のための教本 Theoretisch-praktisches Lehrbuch der Harmonie und des Generalbasses 全4巻、1830年-1833年、プラハ